# Valécrin
Valécrin est une marque commerciale d'eau de source de montagne, qui appartient depuis 2017 au groupe Ogeu. La source se situe dans la commune Le Périer, dans l'Isère, et plus précisément dans le Valbonnais (vallée du Massif des Écrins). Son slogan est « L'esprit des Alpes ».

## Histoire
Valécrin est créée en 2002. En 2004 puis 2010 ont lieu deux redressements judiciaires. L'entreprise, qui compte alors sept salariés, est reprise par le groupe familial algérien Ifri et renommée Eau des Alpes. En octobre 2016, elle subit une liquidation judiciaire et est reprise par le groupe Ogeu.